# Kärkelä
Kärkelä är en halvö i Finland. Den ligger i sjön Juorkuna och Mätäsjärvi och i kommunen Utajärvi i den ekonomiska regionen  Oulunkaari  och landskapet Norra Österbotten, i den centrala delen av landet, 500 km norr om huvudstaden Helsingfors.